# Colegio de Málaga
El Colegio Menor de San Ciriaco y Santa Paula, conocido popularmente por Colegio de Málaga, es uno de los centros educativos que integraron la antigua Universidad Cisneriana de Alcalá de Henares, y que en la actualidad acoge la Facultad de Filosofía y Letras de la Universidad de Alcalá.

## Historia

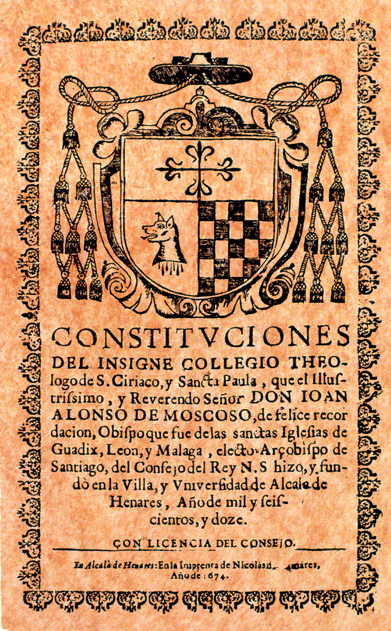
Constituciones de 1612, publicadas en 1674 por el obispo de Málaga Juan Alonso de Moscoso.

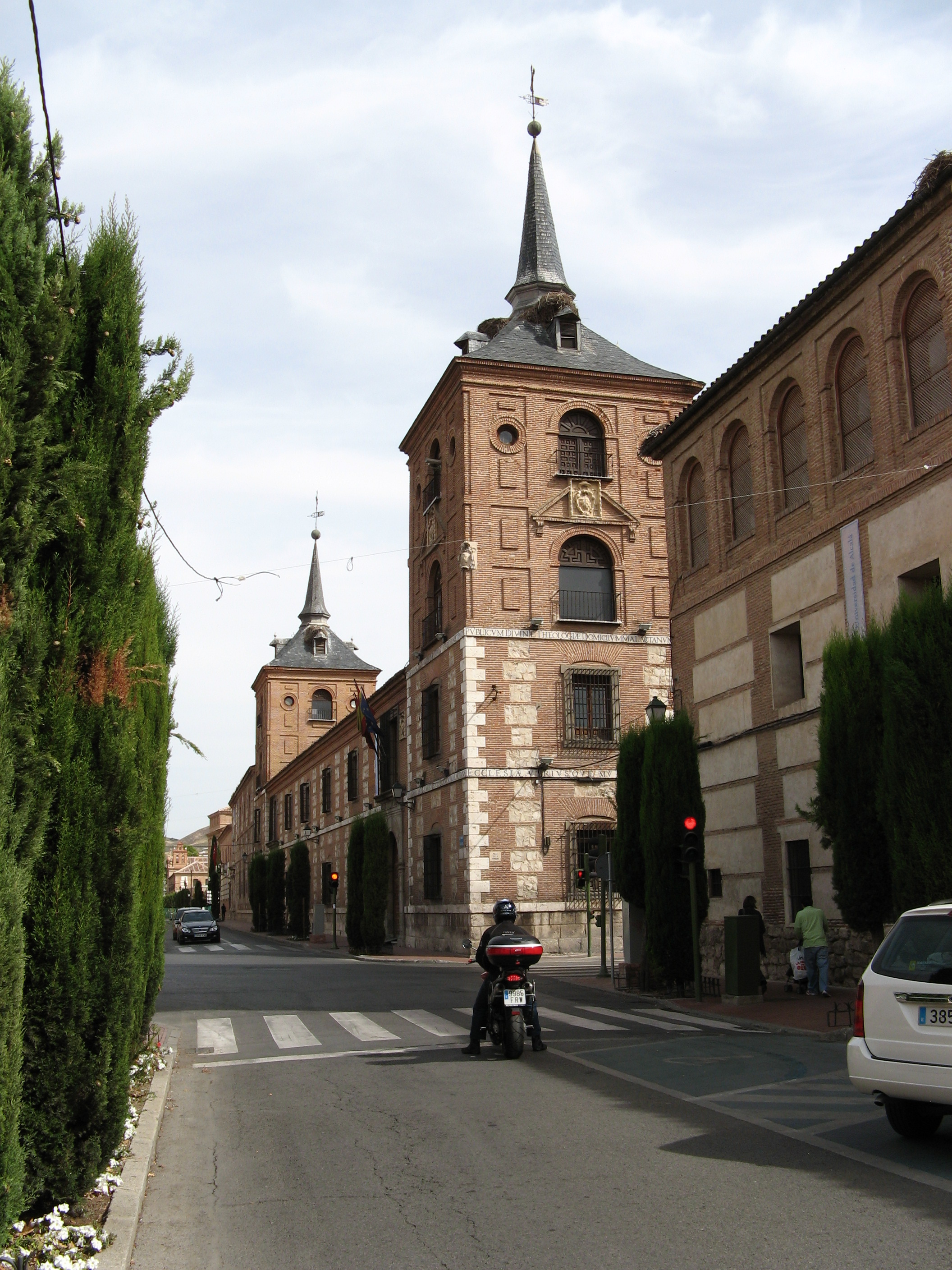
Fachada en escorzo del colegio.

El Colegio de Málaga fue fundado en 1611 por Juan Alonso de Moscoso, obispo consecutivamente de Guadix-Baza, León y Málaga. Este había estudiado en el Colegial Menor de la Madre de Dios, y fue catedrático del Colegio Mayor de San Ildefonso. El colegio, por expreso deseo del obispo, se llamó de «San Ciriaco y Santa Paula», por ser los patronos de Málaga. Aunque también es conocido por «Colegio de la Paloma», por ser la denominación de una de sus últimas funciones; y popularmente por «Colegio de Málaga», debido a que sus primeros estudiantes fueron  estudiantes malagueños: doce de teología y cuatro de cánones.
La construcción se inició hacia 1623 en la calle Colegios, quizá bajo la dirección de Juan Gómez de Mora, si bien el maestro de obras fue Sebastián de la Plaza. Fue acabado casi a finales de siglo, por otros dos alarifes, José de Ocaña y Francisco González Bravo, debido a dificultades financieras y diversos contenciosos con colegios colindantes, continuándose incluso durante el siglo XVIII.
En 1781, los colegios menores de Lugo, León y Aragón se refundieron en este. En 1788, se otorgaron nuevas constituciones, y se le dio el nombre de «Colegio Teólogo de Málaga». Sufrió graves daños durante la invasión napoleónica, siendo incendiado en 1809 y sometido a diversos saqueos. En torno a 1820, fue la sede de una logia masónica.  En 1836, con el cierre de la Universidad de Alcalá, el edificio se mantuvo como colegio universitario hasta 1843, siendo su último rector Vicente de la Fuente y Condón.
Después, sirvió como Escuela de Artillería y Herradores del Ejército. En 1847 fue restaurado para ser usado como archivo, y en 1858, el Ayuntamiento de Madrid remodeló el edificio para acoger el segundo Asilo de San Bernardino, para niñas y ancianas desvalidas. En 1949, se transformó en el colegio-internado «Nuestra Señora de la Paloma», institución benéfica del Ayuntamiento de Madrid, donde residían niños en edad adolescente. Finalmente, en 1983, se convirtió en Facultad de Filosofía y Letras de la actual Universidad de Alcalá.
En 1998, fue declarado Patrimonio de la Humanidad, como parte de la Universidad de Alcalá y del recinto histórico de Alcalá de Henares.

## Edificio

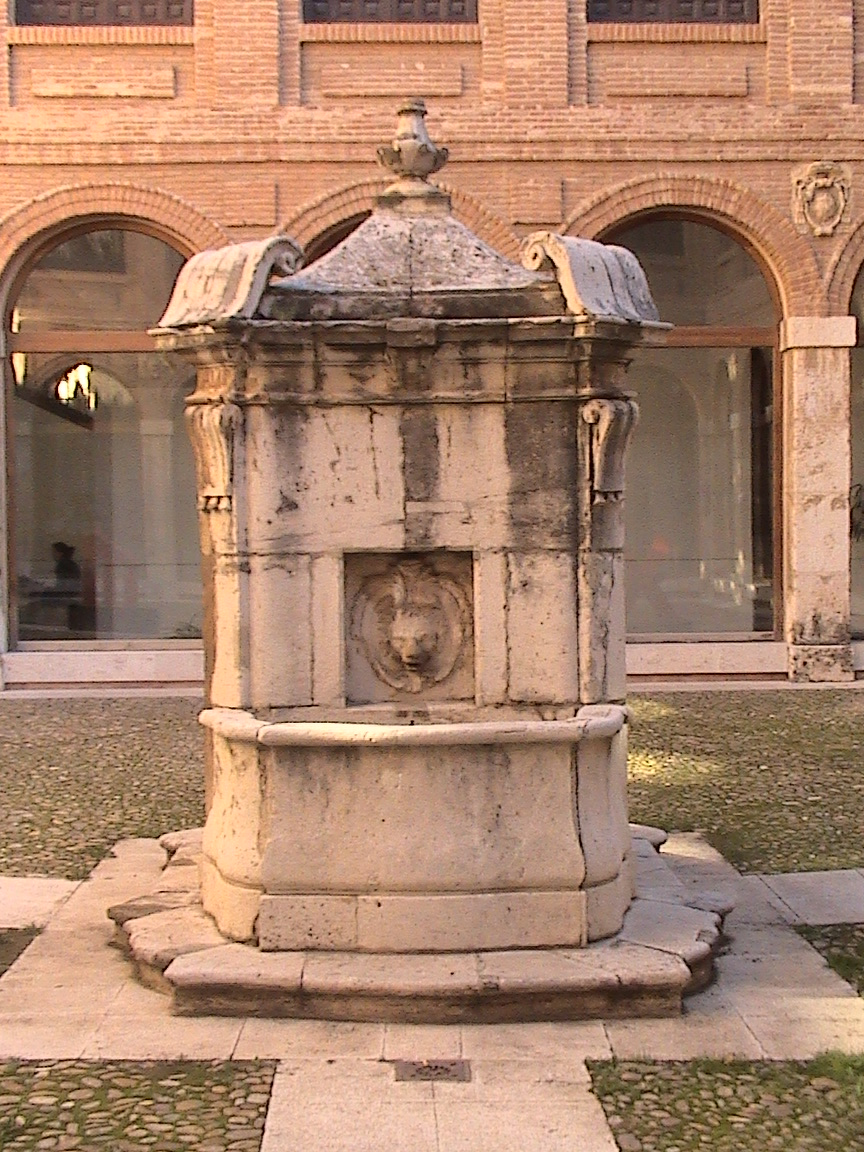
Fuente barroca de la boca de león (1769) diseñada por Miguel de Arteaga.

De entre todos los colegios menores seculares de Alcalá de Henares es el más grandioso, y modelo de la arquitectura barroca madrileña. El edificio contaba con todas las dependencias necesarias para ser un colegio: biblioteca, refectorio, capilla con sacristía, habitaciones espaciosas para los colegiales y sirvientes, etc.
Es un edificio de dos alturas, rematado por dos preciosos torreones, y se cierra con un gran patio posterior. La fábrica de la obra es de ladrillo, sobre un zócalo corrido de sillares de piedra en las fachadas. El edificio se organiza alrededor de dos patios, separados por una espléndida escalera de estilo Imperio y rematada con cúpula ovalada. En uno de los patios se encuentra una fuente barroca, concluida en 1769 por Miguel de Arteaga.
Arquitectónicamente, destaca por su fachada, dos portadas con arcos de medio punto, y dos torreones con chapiteles de pizarra de estilo madrileño, ornamentados con aguja, cruz, bola y veleta. Una inscripción en latín corre por las impostas recordando al fundador del Colegio. Escudos heráldicos del obispo Juan Alonso de Moscoso decoran profusamente fachada, torreones y patios.

## Colegiales

### Indumentaria
Los colegiales vestían con un bonete negro, un manto de color teja o grana y una beca de color morado.

### Miembros ilustres
- Juan de Ortega y Montañés (1627 - 1708) fue un eclesiástico y administrador colonial español.
- Juan Sánchez Duque, cabeza de los obispos que ocuparon sede en América
- Domingo de Dutari, presbítero, miembro del Consejo de Estado[13]
- Pedro Díaz de Rojas (1724-1796) abad mayor de la Iglesia Magistral de Alcalá de Henares, reformador y rector de la Universidad de Alcalá.[14]
- Fermín Caballero (1800-1876) el 4 de noviembre de 1843, firmó la orden por la que se cerraron los últimos colegios de la Universidad de Alcalá, entre ellos el de Málaga.
- Vicente de la Fuente (1817-1889) fue un canonista, jurisconsulto e historiador español. Fue su último rector, cerrando definitivamente el Colegio de Málaga y la Universidad de Alcalá el 4 de noviembre de 1843.

## Referencias

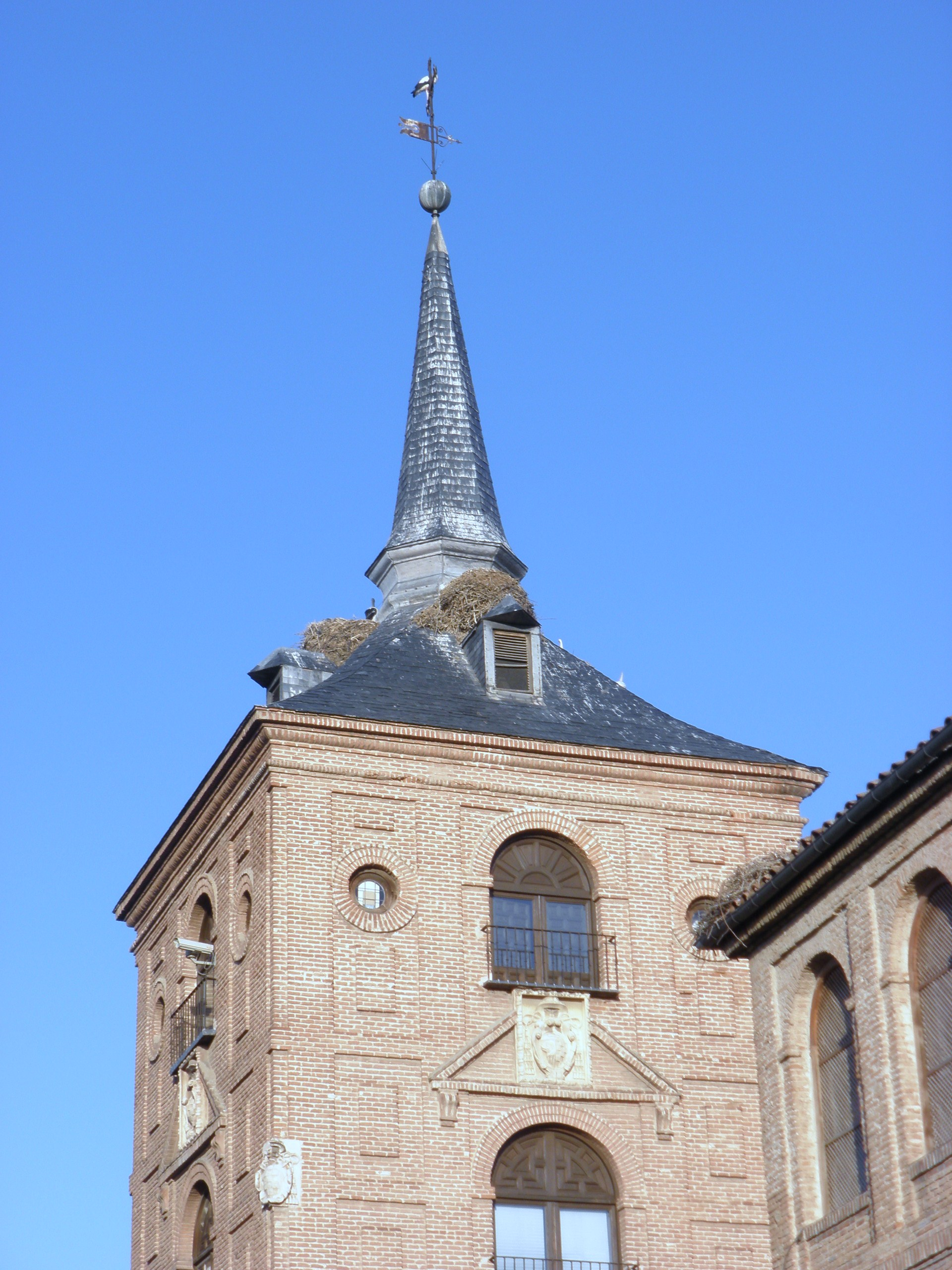
Torre oeste del Colegio de Málaga.